# Jin-Baori
Die Jin-Baori (jap. 陣羽織, dt. etwa „Feldlager-Überzieher“) oder Jim-Baori ist eine leichte Rüstung aus Japan.

## Beschreibung
Die Jin-Baori ist eine Art Wams, die zu zeremoniellen Anlässen getragen wird. Sie besteht in der Regel aus Stoff, Seide, Damast, Brokat,  oder Leder. Meist hat sie keine Ärmel aber einen Kragen. Die verschiedenen Versionen sind wie folgt benannt:
- Hampi-Baori: ohne Ärmel
- Karaka-Baori: Ohne Ärmel, aber Rüschen an der Schulter
- Sode-Baori: Fließende Ärmel

Einige der Jin-Baori hatten als Panzerung einen Brigantinenbesatz auf den Schultern. Sie sind oft sehr reich bestickt und tragen auf der Rückseite oft das Wappen des Clans oder des Lehnsherrn (z. B. "Tokugawa-Mon").

## Siehe auch

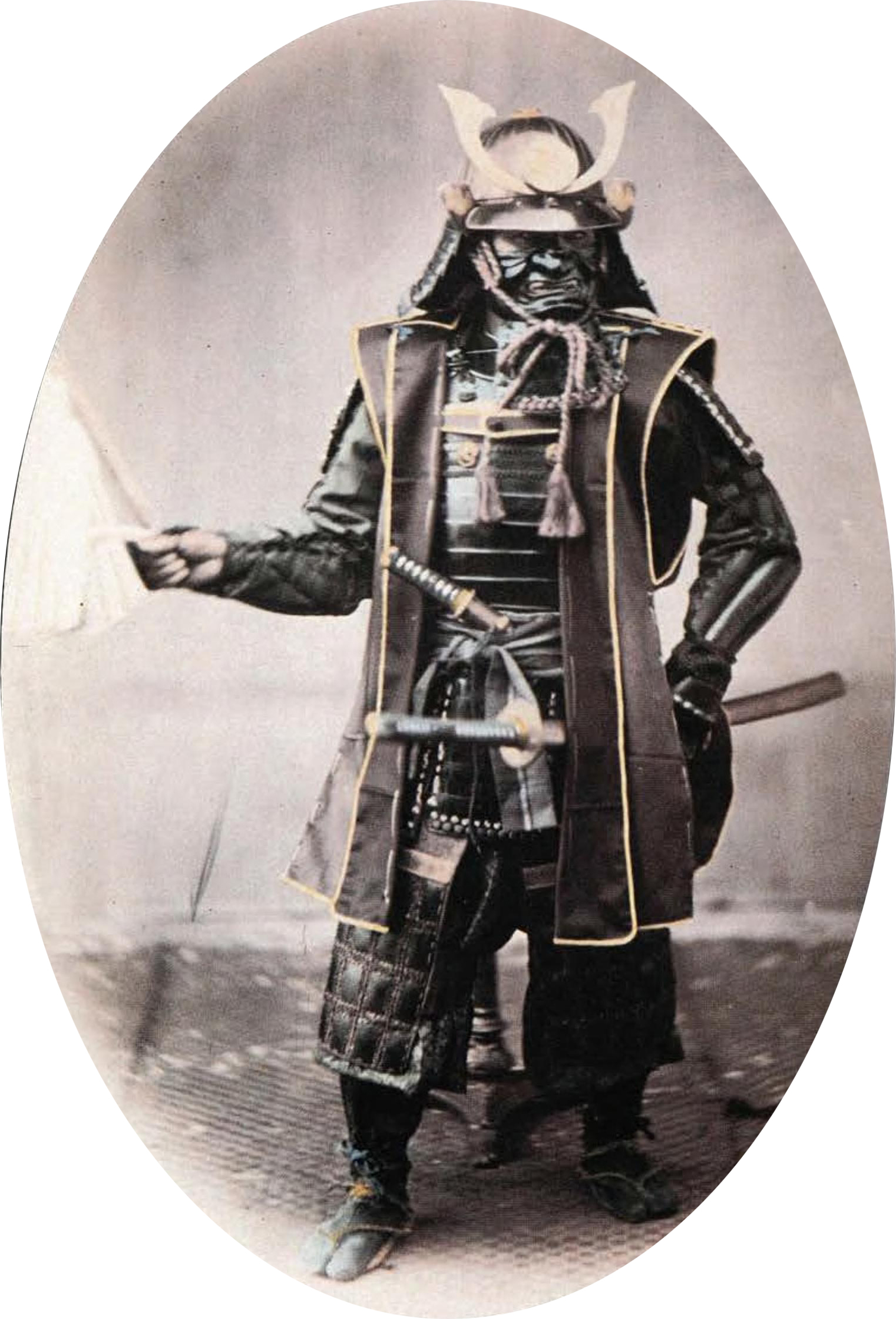
Jin-Baori an einem Samurai in voller Rüstung, historisches Originalfoto
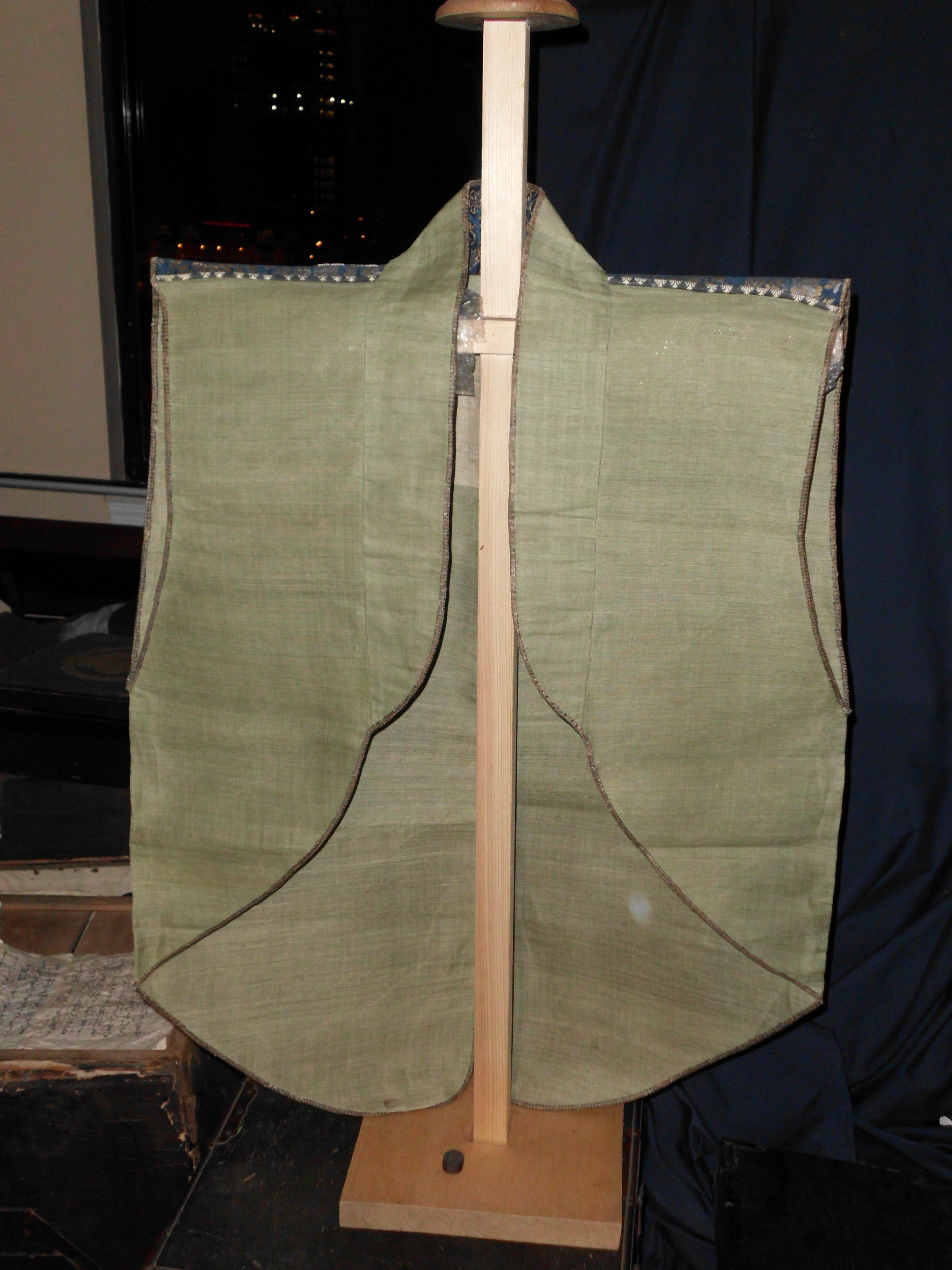
Jin-Baori, Vorderseite
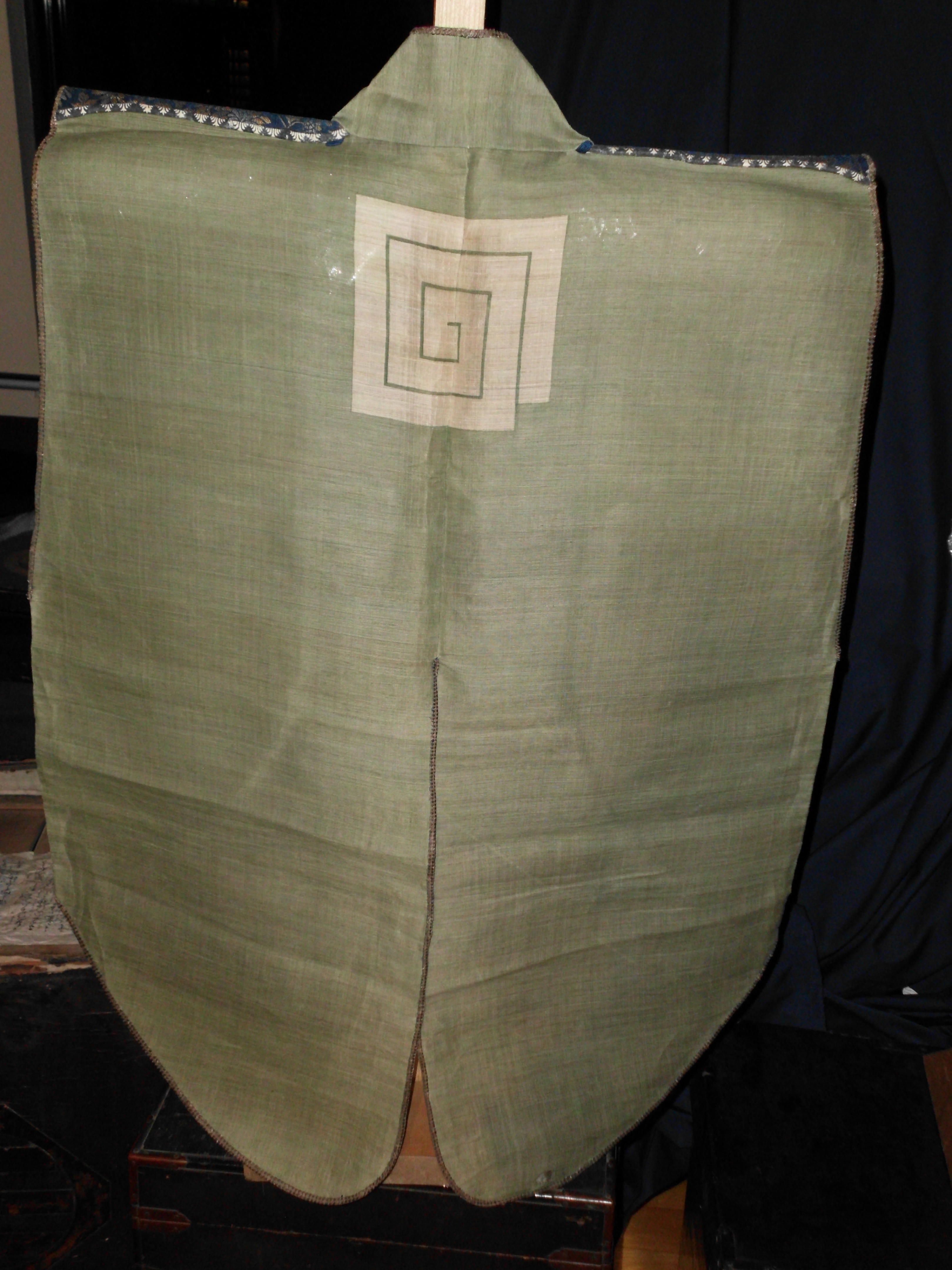
Jin-Baori, Rückseite
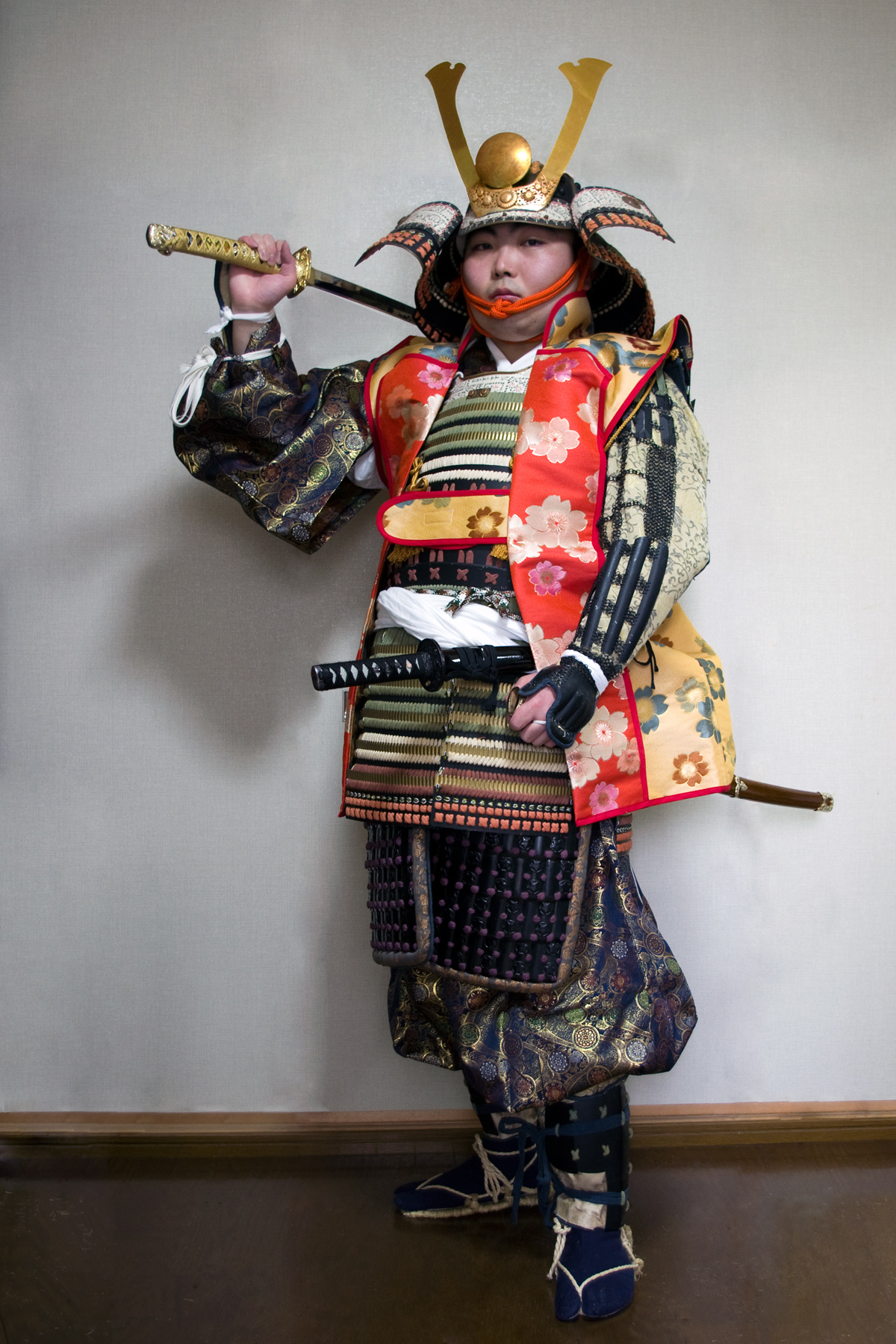
Jin-Baori an einem Samurai in voller Rüstung